# George Mikan

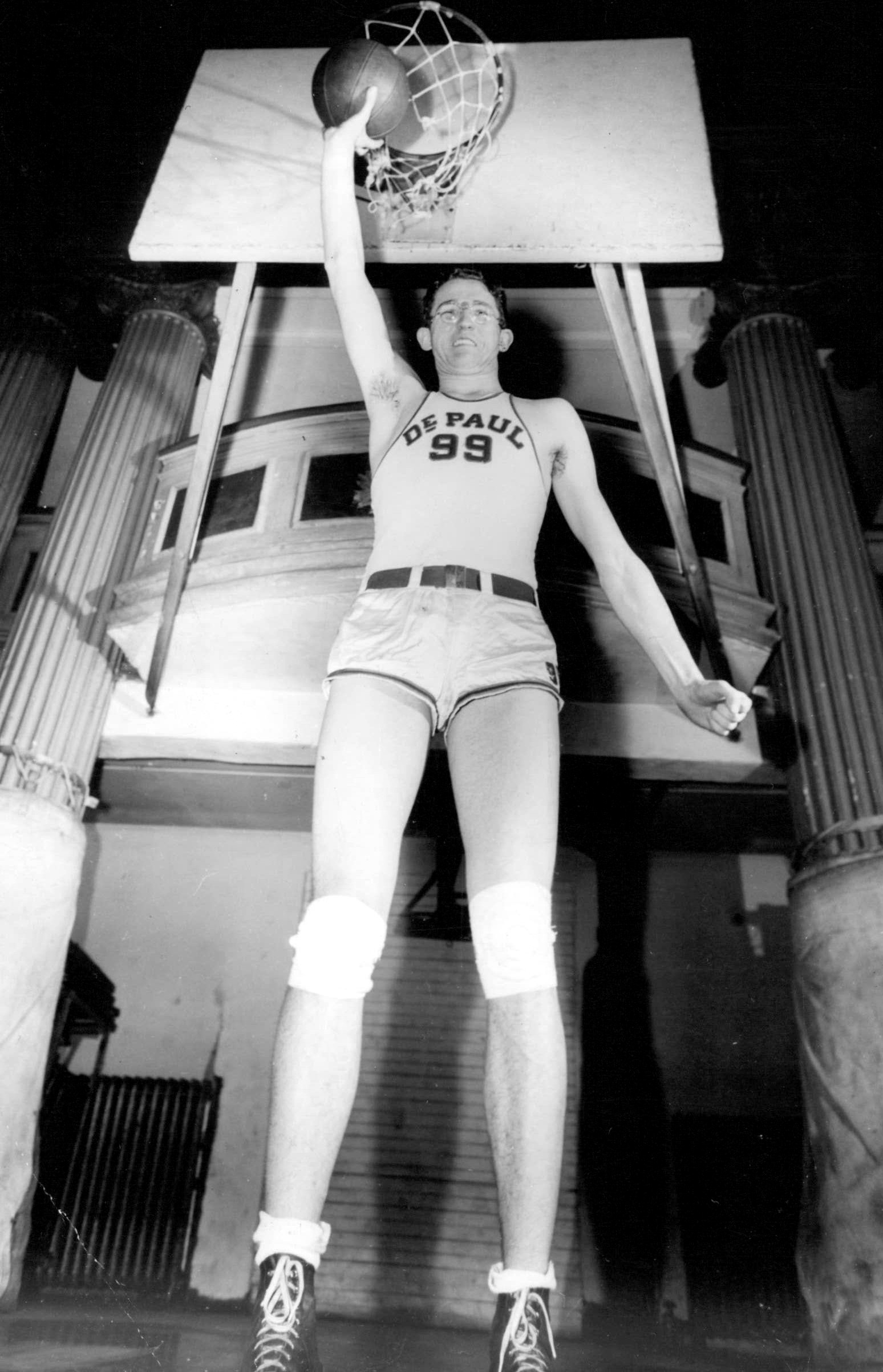
George Mikan 1945.

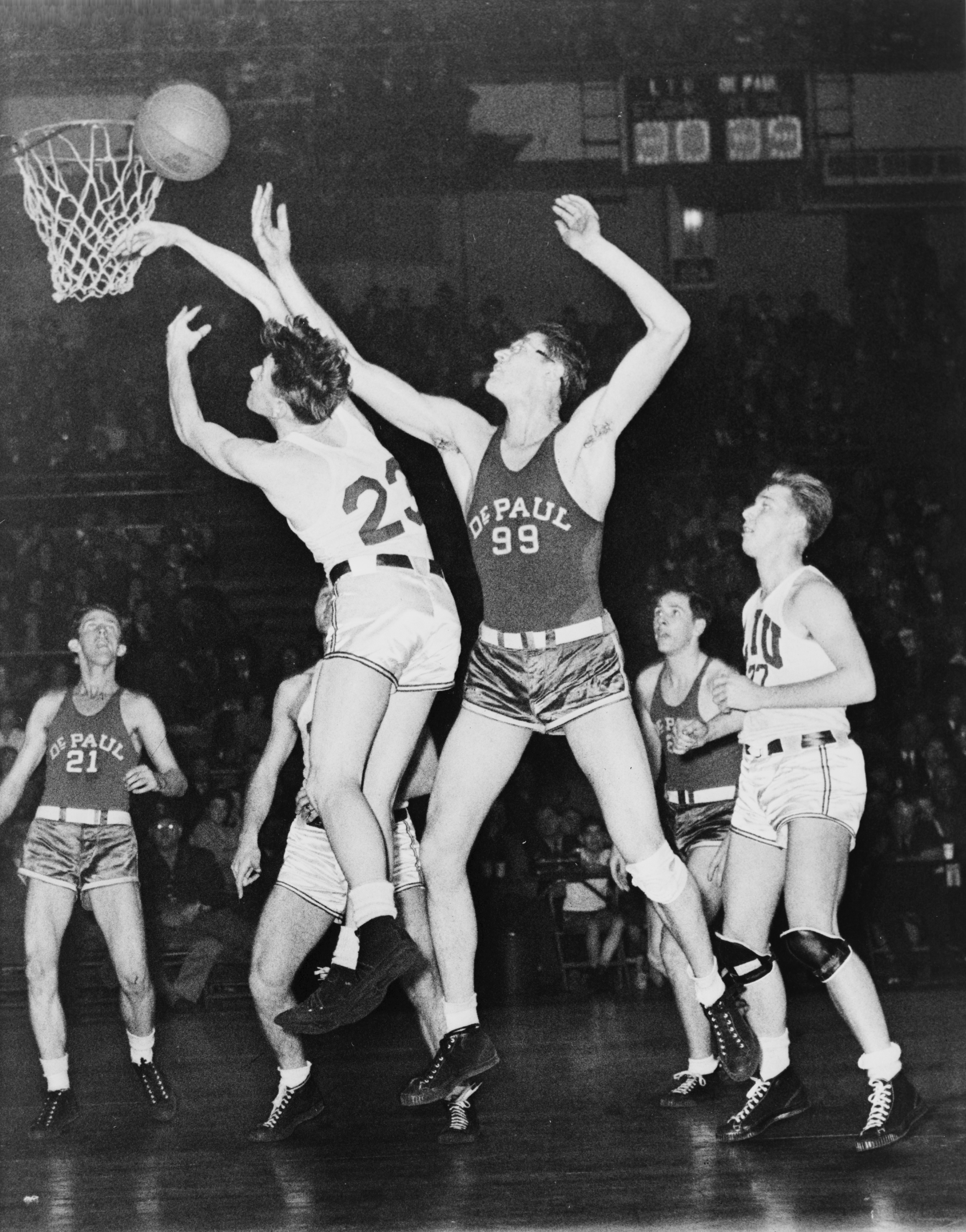
George Mikan 1944, i den mörka tröjan med nummer 99.

George Lawrence Mikan, Jr., född 18 juni 1924 i Joliet i Illinois, död 1 juni 2005 i Scottsdale i Arizona, var en amerikansk legendarisk basketspelare. George Mikan spelade basket i NBL, BAA och i NBA under dess begynnelsetid. Han spelade för Minneapolis Lakers och anses fortfarande vara den första riktiga superstjärnan i NBA. George Mikan var tack vare sina 2,13 meter i kroppslängd oerhört dominant och kunde under sin karriär dominera stort under korgarna.
Att George Mikan var en superstjärna under hans tid var ingen överdrift, ofta framstod Mikan vara större än laget självt. När Lakers 1952 reste till New York för att möta rivalerna New York Knickerbockers, lockade reklamaffischer publik till matchen med sloganen "George Mikan vs. The Knicks".

## Lag
Som spelare
- Chicago American Gears (1946–1947)
- Minneapolis Lakers (1947–1954, 1956)

Som tränare
- Minneapolis Lakers (1957–1958)

## Meriter
- NBL-mästare: två gånger (1947, 1948)
  - NBL-MVP (1948)
  - All-NBL First Team: två gånger (1947, 1948)
- BAA-mästare: (1949)
  - All-BAA first team (1949)
  - All-NBA first team fem gånger (1950-54)
- NBA-mästare: fyra gånger (1950, 1952–1954)
  - NBA All-Star fyra gånger (1951-54)
  - NBA All-Star MVP (1953)
- 1996 utsågs George Mikan till en av NBA:s 50 bästa spelare genom tiderna.